# 清水茂松
清水 茂松（しみず しげまつ、1883年（明治16年）5月6日 - 1971年（昭和46年）8月31日）は、日本の小児科医師。1910年（明治43年）東京帝国大学医科大学を卒業し、1920年（大正9年）、医学博士となった。1952年（昭和27年）には東京医科大学学長となる。1966年（昭和41年）に勲三等旭日中綬章を受章した。

## 来歴
石川県金沢市出身。旧加賀前田藩家老村井家典医家に生まれる。明治44年、母校の小児科学教室に入る。小児の栄養に関する研究が学会で注目された。大正4年、日本医学専門学校（現日本医科大学）教授となる。後の東京医科大学ならびに東京医学専門学校の前身である東京医学講習所開設以来、小児科学を講義、東京医学専門学校の創立に貢献した。この間、順天堂医院小児科医長も務めた。元順天堂大学医史学科教授の酒井シヅは、「清水先生は順天堂の小児科におられて部長をされていました。清水先生の時代に順天堂の小児科がたいへん発展したのです」と言う。大正7年、東京医学専門学校教授となる。この時、清水茂松の手により東京医専（後の東京医大）に、小児科、思春期科学分野の診療科が創設された。 教授として小児科学の講義を担当したほか、附属博済病院の小児科において診療も担当し、研究と臨床に従事した。昭和6年、淀橋診療所所長。昭和7年、淀橋診療所の病棟落成を機に、東大久保の博済病院を廃止統合し、淀橋病院として開院。院長に清水茂松が就任。戦中から戦後にかけては、脳性小児麻痺の子供たちを救済するための医薬の研究に没頭した。昭和21年、東京医専が東京医科大学に昇格。昭和22年、予科を開設。予科長に清水が就任。昭和27年、東京医科大学学長。昭和31年、名誉教授。1971年死去。死没日付をもって従四位に叙された。
以下は、『大正人名辞典 II 下巻』、日本図書センター発行、1992年第二刷より引用

医学博士　東京医学専門学校教頭　釈迦牟尼会幹事　順天堂小児科長

東京市小石川区音羽町六ノ二十五　電牛込六七二四

（病院）本郷区元町一ノ六　電小石川三八〇 一九二

当家は代々医を業とし加賀前田藩家老村井家の典医たり

君は清水衛の長男として明治十六年五月金沢市白金町に生る

金沢四高を経て四十三年東京帝国大学医科大学を卒業し

同小児科教室及薬物学教室助手となり（編者註：マタタビの研究などをしたらしい）

大正六年横浜大西病院に招聘せられ小児科部長に就任し

次で同年之を辞して順天堂病院に転じ小児科部長となり現時に至る

外に東京医学専門学校教頭の職に在り

大正七年十二月東大医科審査会に論文を提出し博士の学位を授与せらる

十二年四月私費を以って独逸伯林大学に学び

次で仏瑞西（編者註：フランス・スイス）の各病院大学及

墺国維也納大学（編者註：オーストリア・ウイーン大学）を視察し十三年二月帰朝す

著書『最近小児科診療学』あり

学士会加越能郷友会釈迦牟尼会の会員なり

宗教禅宗　趣味人形蒐集、俳句(編者註:清水大蘭の俳号で活躍した)

家庭　妻綸子（ひろこ）（明治二十七年四月生）石川県人上田計二二女同県第一高女卒

長女道子（大正三年六月生）市谷小学在学（昭和十七年現在、三輪田高女卒、鹿倉家へ嫁す）

長男光郎（大正五年十一月生）関口台町小学在学（昭和十七年以前に没）

次男健（大正十一年五月生）（昭和十七年現在、東京高校在学中）

次女文子（大正十三年十一月生）（昭和十七年現在、山脇高女卒）
以下は、東京医科大学七十年史より引用

東京医学講習所の設立

明治四十五年七月文部省より設立認可を得た日本医学専門学校（現日本医科大学）は、（第一期生が）卒業するまでに医術開業が可能な指定を文部省より獲得するということを前提として、学生の募集を開始した。ところが、学生やその保証人に対して、指定獲得との名目で財政強化の募金をあおいだにもかかわらず、結果的には文部省の指定を獲得するができないまま、第一期生の卒業を迎えることとなった。これに対し、大正四年四月十二日、学生代表は学校理事に対し改革意見書を提出し、同時に三ヵ条の決議を行い血判をもってこれを盟約した。この盟約が学校側に受理されなかったため、大正五年五月十六日、全学約450名の学生は、血判連署の盟約によって総退学を決行した。

（中略）

大正五年五月十六日、医学専門学校設立までの応急の教育施設として、学生団の手により、東京医学講習所が東京物理学校（現東京理科大学）内に設置された。日本医学専門学校で教鞭をとっておられた清水茂松氏（後に本学学長）、順天堂の佐藤達次郎氏等が、ほとんど無給で学生を指導された。

（中略）

東京医学専門学校の設立

大正七年四月、東京医学専門学校の設立認可を得、理事長に高橋琢也氏、校長に佐藤達次郎氏が就任した。学生定員は四百名。（編者註：清水茂松は教頭）

（中略）

昭和七年十月、淀橋診療所に病棟が落成したので、これを機に淀橋診療所および東大久保の博済病院を廃止して淀橋病院を開設し、院長に清水茂松が就任した。

昭和十九年一月、清水茂松が病院長を辞任し、木村敬義氏が病院長に就任した。

（中略）

東京医科大学の設立

昭和二十一年一月、再度東京医科大学設立認可申請書を文部省に提出し、五月に長年の念願であった東京医科大学の設立が認可された。初代学長に緒方知三郎氏が就任し、付属淀橋病院を東京医科大学病院と改称し、西川義方氏が引き続き院長に就任した。

（中略）

昭和二十二年四月、東京医科大学予科を開設し、清水茂松氏が予科長（東京医科大学教授及び理事兼任）に就任した。

（中略）

昭和二十七年五月、緒方知三郎氏が学長を、加藤勝治氏が病院長を辞任したので、六月、清水茂松氏が二代目学長に、馬詰嘉吉氏が病院長にそれぞれ就任した。

（中略）

（編者註：清水茂松氏が学長の間、第二臨床講堂落成、学生ホール落成、学部第一回の卒業式挙行、産院の落成、霞ヶ浦病院の開設、結核病棟落成、付属病院の増設、学位規定制定の認可、健康保険組合の設立、同窓会新聞の発刊、神経科病棟落成、六年制医科大学設置認可、第一回学位審査、第二学生ホール落成、旧制医科大学最後の卒業式、付属病院開院二十五周年記念式の挙行、大学本部落成、上高地診療所開設など、大学としての基盤が確立された）

（中略）

昭和三十一年十一月、清水茂松氏が学長を辞任し、小宮悦造氏が三代目学長に就任した。

（後略）

## 人物
厳格な人柄で、わざわざ台湾から母親とともに土産持参で訪れた留学生（東医大の学生）を、「土産をもってくるとはけしからん」と言って追い返した、という逸話が残っている。清廉潔白な人柄を慕った人は多い。禅宗とウイスキーのポケットびんを愛した。晩年は持病の喘息と前立腺肥大に悩まされるが、毎朝の乾布摩擦と木刀の素振りだけは欠かさなかった。墓石には、「無」の文字が記されている。俳人・清水大蘭としても活躍した。
以下は、俳句同人誌(季刊) 「初雁」昭和46年秋季号より引用

大蘭先生の略歴

清水大蘭先生が8月31日午前6時45分東京医大病院に於いて、腸の腫瘍のため89才をもって御長逝されました。謹んで御哀悼の意を表します。

先生は、初雁社創生の頃より臥牛先生の片腕として、その瑞々しい句風をもって俳壇に大いに活躍され、昭和十六年に出梓された句集「坩堝(るつぼ)」は人々を驚倒せしめたものでありました、且つ多くの後進を育成されて、以て初雁社今日の大の礎石を創られました。われ等深く感銘するところであります。

先生は、本名茂松。明治16年石川県に生まる。同43年東京帝国大学医学部卒業。大正7年当時日本医専を脱退した学生と行動を共にされ、血盟を以て創立された東京医専の教授となられました。同9年医学博士、同10年より約2カ月欧州留学、以降医専が大学昇格と共に東京医大小児科教授となられ、小児栄養学の権威として斯界に名声が挙がりました。その後東京医大付属病院長を経て、昭和27年同大学長に就任され、その高潔な人格は深く学の内外から敬慕されました。同30年学長辞任、同31年名誉教授となられてからは、主として精薄児と脳の代謝とについて研究を続けておられました様に拝察しております。

(中略)

心からご冥福をお祈り申し上げます。

(素蘭記)

清水大蘭先生のご逝去を悼みて

道部梨花

初雁の大先輩、清水大蘭先生はご病気とは承って居りましたが、日頃、人一倍ご健康であられたので、そのうちまた温顔に接しられるとのみ思って居りました。

はからずもご逝去を拝承、夢のような気がしてなりません。東京医大の創立当時から、主人、臥牛とはことのほか親しく願っており、主人亡後もときおりお目にかかり御高話を拝聴するのが、私の残された楽しみの一つでありました。先生は、どなたもご存知のように実に親切に、まれに見る人格者でもあられました。

昭和15年頃だったと思います、主人の足の裏が神経痛で、まるで電気でもかかったような、何ともいえぬ苦しみで、学校も一学期ほど休ませていただき、諸所の温泉への療養にいきましたが、効き目が無く、そのうち伊豆の峰温泉へ出かけました。

私は急に用事が出来て帰郷した折もおり、主人が入浴中、宿の番頭さんが---東京からお客様がお見えになりましたよ---と伝えてくれたそうです。主人は---清水先生に違いない---と、ひとりぎめで部屋に戻ると、案の定清水先生だったということでした。

お忙しいところをお見舞いにおいで下さるだけでも容易ならぬことなのに、注射器、針、注射薬ミノファーゲンまで揃えてご持参下さったのは、胸がつまったほど、ありがたかったと繰り返して主人が申しておりました。

しかし注射などしたことのない主人が、自分自身注射ができる筈もなし、ついに先生は番頭さんを呼んで丁寧に打ち方をを教えて帰られたそうです。こうしたことで、神経痛も次第に快復にむかい帰郷することが出来ました。

また先生の御郷里、金沢から山城の山中温泉へ主人と一緒に旅を続けられたり、夏休みに伊豆の温泉に私どもが滞在中、わざわざご子息同伴で、宿へお訪ねくださるなど、先生の思い出はつきぬものがありました。なんといっても、旅先でご懇意の方にお会いできることは、これ以上の法悦は、またとあるものではありません、主人の晩年、毎夏、上諏訪に参りますと、東京医大ご出身の、その周辺の方々に、よく歓迎をしていただきました。

ある夏のこと、上諏訪の宮坂先生の胆いりで、清水先生にご案内申し上げたら、その時もご子息同伴で、東京からご出席くださいました、当日あいにくの雨天で花火は中止になり、先生は、主人と一緒に俳句をやられ、ご子息はそこここを写生に出られたりされたことがありました。

先生はご性格から、何をなされてもご熱心でした。私どもが先生に用事があって学校へお訪ねしたときも、白衣を着られ試験管を振っておられました。このとき、先生は、---この試験管を振っていないと一日中、なんとなく物足りない---ともいっておられました。俳句にも、こういった素材の句が初雁にあったはずです。

先生は俳号のとおり、"蘭"を非常に愛され、お宅にお伺いすると、いくつかの鉢がならべられてありました。いかにも清楚な感じがされました。蘭は先生そのままの感じでした。

ご熱心さは、俳句にもよく現れ、個性に満ちた諷詠は、長年私どもを指導されました。これを思い、あれを思うと、ご逝去が残念でたまりません。

巨星墜つ。惜別の感懐で胸がいっぱいです、こころからのご冥福をお祈り申します。

## 主著作
- 『最近小児科診療学』（詳細不明）
- 『小児病学』昭和10年南山堂より発行（昭和33年に17刷を刊行した名著）
- 『児科疾患の薬剤の使い方』1950年日本医学出版
- 『小児の髄膜炎および類似疾患』1951年医学書院
- 『坩堝（るつぼ）』（俳人清水大蘭著作の俳句集）昭和16年交蘭社より発行